# San Pietro Viminario
San Pietro Viminario (San Piero in veneto) è un comune italiano di 2 979 abitanti della provincia di Padova in Veneto.

## Origini del nome
San Pietro Viminario è chiamato così per la chiesa dedicata a san Pietro e perché un tempo era famoso per la lavorazione del vimine.

## Storia

### Simboli
Lo stemma e il gonfalone sono stati concessi con decreto del presidente della Repubblica del 12 giugno 1984.
Il gonfalone è un drappo partito d'azzurro e di bianco.

## Monumenti e luoghi d'interesse

### Architetture religiose
- Chiesa parrocchiale e convento di San Pietro (XI-XII secolo)
- Chiesa di San Matteo a Vanzo (monumento nazionale)

### Architetture civili
- Villa Giustiniani, nella frazione Vanzo, di scuola palladiana, costruita nella seconda metà del XVII secolo dalla famiglia di patrizi veneti Giustiniani ampliando un edificio preesistente della seconda metà del Quattrocento.[6]

## Società

### Evoluzione demografica
Abitanti censiti

## Sport

### Calcio
La squadra ufficiale del comune di San Pietro Viminario è l'ADC San Pietro Viminario.